# 亨利氏鐵線蓮
亨利氏鐵線蓮（学名：Clematis henryi），又名单叶铁线莲，为毛茛科鐵線蓮屬下的一个种。

## 扩展阅读
- 維基物種上的相關：亨利氏鐵線蓮